# Домера (Алије)
Домера (фр. Domérat) насеље је и општина у централној Француској у региону Оверња, у департману Алије која припада префектури Монлисон.
По подацима из 2011. године у општини је живело 9027 становника, а густина насељености је износила 254,0 становника/km². Општина се простире на површини од 35,54 km². Налази се на средњој надморској висини од 243 метара (максималној 376 m, а минималној 197 m).

## Демографија
| 1962. | 1968. | 1975. | 1982. | 1990. | 1999. | 2011. |
| ----- | ----- | ----- | ----- | ----- | ----- | ----- |
| 5.685 | 5.725 | 7.139 | 8.534 | 8.875 | 8.812 | 9.027 |

График промене броја становника у току последњих година